# Dolna Bela Recika, Montana
Dolna Bela Recika (în bulgară Долна Бела Речка) este un sat în comuna Vărșeț, regiunea Montana,  Bulgaria. 

## Demografie
Componența etnică a satului Dolna Bela Recika
     Romi (13,72%)
     Bulgari (86,27%)
     Nicio identificare (0%)
     Altele (0%)
La recensământul din 2011, populația satului Dolna Bela Recika era de 102 locuitori. Din punct de vedere etnic, majoritatea locuitorilor (86,27%) erau bulgari, cu o minoritate de romi (13,72%). Pentru 0,0% din locuitori nu este cunoscută apartenența etnică.